# Moskauer Deklaration
Die Moskauer Deklaration (auch Moskauer Erklärung) war das Ergebnis der Moskauer Konferenz der alliierten Außenminister während des Zweiten Weltkriegs 1943. An der Moskauer Konferenz vom 19. Oktober bis 1. November 1943 nahmen die Außenminister der drei führenden alliierten Mächte USA, Großbritannien und UdSSR (Hull, Eden und Molotow) teil. Die Erklärung wurde am 30. Oktober 1943 in Moskau beschlossen und am 1. November 1943 veröffentlicht.

## Inhalt der Deklaration
Es ging um die Klärung, zu welchen Bedingungen das Bündnis von USA, Großbritannien und der Sowjetunion in der Endphase des Krieges und in der unmittelbaren Nachkriegszeit trotz der vorhandenen politischen Gegensätze aufrechterhalten werden könnte.

### Form und Aufbau
Der Abschlusstext der Moskauer Konferenz nennt neben den drei durch ihre Außenminister vertretenen Alliierten der USA, der UdSSR und Großbritanniens in der Einleitung China als weiteren unterzeichnenden Partner. Der Drei-Mächte-Konferenz folgte somit eine Gemeinsame Vier-Nationen-Erklärung (Joint Four-Nation-Declaration).
Bezugnehmend auf die Deklaration der Vereinten Nationen 1942 verpflichten sich die Alliierten zu einem weiterhin gemeinsamen Vorgehen gegen die Achsenmächte. Neben diesen grundsätzlichen Bestimmungen enthielt die Moskauer Deklaration bereits Ansätze, welche Nachkriegsordnung nach dem angestrebten Sieg der Alliierten angestrebt wurde. Konkret wird auf Italien (Declaration Regarding Italy) und Österreich (Declaration on Austria) eingegangen.
Der letzte Teil der Erklärung befasst sich mit den „Gräueltaten“ (Statement of Atrocities) von Seiten der Achsenmächte und wurde von Churchill, Roosevelt und Stalin unterzeichnet, die im Namen der Vereinten Nationen sprachen. Die Hauptkriegsverbrecher sollten durch ein gemeinsames Urteil der Regierungen der Alliierten bestraft werden. Der Gerichtsbarkeit der United Nations War Crimes Commission wurden sie mit dieser Erklärung entzogen, über ihre Bestrafung sollten die Alliierten entscheiden, also Großbritannien, die USA, die Sowjetunion und vielleicht noch Frankreich. Die Erklärung bildete die Grundlage für das Londoner Statut, welches die Rechtsgrundlagen und Prozessordnung des Internationalen und der amerikanischen Militärgerichtshöfe festlegte und somit die Basis für die Nürnberger Prozesse schuf.

### Deutschland
Alle drei Mächte einigten sich, von Deutschland die bedingungslose Kapitulation zu verlangen, Verhandlungen über einen Waffenstillstand mit kleineren Verbündeten der Achse wie Ungarn, Rumänien und Bulgarien nur gemeinsam zu führen und sich gegenseitig über Friedensgesuche der Kriegsgegner zu informieren. Die USA und Großbritannien erneuerten ihre Verpflichtung gegenüber der Sowjetunion, in Westeuropa eine Zweite Front zu eröffnen. Am 16. November 1943 schloss sich das Französische Komitee für die Nationale Befreiung dieser Deklaration an.
Ein wesentliches Thema war die Frage, welche Gestalt das Deutsche Reich nach dem Krieg annehmen sollte. Die Frage der Behandlung der Naziverbrecher stand daher am Anfang der Moskauer Erklärung. Vereinbart wurde, die vollständige Abrüstung Deutschlands zu fordern, die Spitzen des NS-Staates vor ein internationales Militärgericht zu stellen, und Kriegsverbrecher in den Ländern vor Gericht zu stellen, in denen sie der Begehung ihrer Taten beschuldigt wurden. Jedes Waffenstillstandsabkommen sollte die Bestimmung enthalten, nationalsozialistische Verbrecher an den Ort ihrer Verbrechen zu überstellen. Der Mord an Juden, Staatenlosen und Zivilisten, der nicht nur in den besetzten Ländern begangen worden war, sondern auch in Deutschland, Österreich und Ungarn selbst, wurde in der Erklärung nicht erwähnt. Die Frage, wie den Nationalsozialisten für Verbrechen an der Zivilbevölkerung in den Achsenstaaten der Prozess gemacht werden könnte, war nicht Thema der Moskauer Konferenz.

### Österreich
In der Moskauer Deklaration erklärten die Außenminister der alliierten Staaten Großbritannien, USA und Sowjetunion den Anschluss Österreichs an das Deutsche Reich im März 1938 für ungültig und erklärten, nach Kriegsende den Staat Österreich wiederherstellen zu wollen.
Die in der Deklaration festgehaltene Formulierung war: 
„Die Regierungen des Vereinigten Königreiches, der Sowjetunion und der Vereinigten Staaten von Amerika sind darin einer Meinung, dass Österreich, das erste freie Land, das der typischen Angriffspolitik Hitlers zum Opfer fallen sollte, von deutscher Herrschaft befreit werden soll.“
In Österreich bildete sich mit Kriegsende sehr rasch der gesellschaftliche Konsens heraus, dass tatsächlich „Österreich das erste Opfer“ der nationalsozialistischen Aggression gewesen sei. Diesen „Opfermythos“ suchte die offizielle Politik unter Hinweis auf den Deklarationstext zu stützen, obwohl hier außerdem formuliert worden war: 
„Österreich wird aber auch daran erinnert, dass es für die Teilnahme am Kriege an der Seite Hitler-Deutschlands eine Verantwortung trägt, der es nicht entrinnen kann, und dass anlässlich der endgültigen Abrechnung Bedachtnahme darauf, wieviel es selbst zu seiner Befreiung beigetragen haben wird, unvermeidlich sein wird.“
Dadurch bot die Deklaration aus alliierter Sicht zwei Perspektiven. Einerseits wurde dem regimetreuen und dem eher passiven Teil der österreichischen Bevölkerung ein Angebot gemacht: Erneute staatliche Souveränität stand in Aussicht, eine kollektive Mitbestrafung für die Verstrickungen in die NS-Kriegsverbrechen würde ausbleiben. Ein Durchhalten bis zum Äußersten, das die NS-Propaganda zu erzeugen suchte, wäre unnötig.
Andererseits sind potentielle Funktionsträger aufgerufen, nach dem Vorbild Italiens unter Badoglio die Seiten zu wechseln und durch einen Umsturz die deutsche Niederlage zu beschleunigen.
Dabei waren die Alliierten in Bezug auf die Behandlung Österreichs nach der Kapitulation uneins. Die Westmächte, besonders die britische Regierung, forderten, die Bevölkerung insgesamt zur Verantwortung zu ziehen und eine Reeducation zu betreiben. Im Unterschied dazu war die Sowjetunion vorrangig an wirtschaftlichen Reparationen interessiert und sah daher den Staat Österreich in der Pflicht.
Mit der in Aussicht gestellten Wiederherstellung Österreichs war die Vorstellung einer Befreiung verbunden, während Deutschland zur bedingungslosen Kapitulation gezwungen werden sollte. 
1945 wurde Österreich tatsächlich in den Grenzen von 1924–38 wiederhergestellt. Wie Deutschland wurde Österreich in vier Besatzungszonen aufgeteilt. Die Moskauer Deklaration wurde eine der Grundlagen in den Verhandlungen zum Abzug der Besatzungstruppen, die am 15. April 1955 zum Moskauer Memorandum führten, auf dem wiederum der Österreichische Staatsvertrag vom 15. Mai 1955 beruht. Durch den Staatsvertrag erhielt das Land nach sieben Jahren „Anschluss“ (Österreich in der Zeit des Nationalsozialismus) und zehn Jahren Besatzung seine volle Souveränität zurück.

### Bestrafung von Kriegsverbrechern
In der von US-Präsident Franklin D. Roosevelt, dem britischen Premierminister Winston Churchill und Joseph Stalin unterzeichneten (englisch) Declaration on Atrocities wurde die Grundlage für die späteren Kriegsverbrecherprozesse gelegt, wofür die deutschen Täter in die Länder ausgeliefert werden sollten, in denen sie Verbrechen begangen hatten. Beispiele sind die Auslieferung des Auschwitz-Kommandanten Rudolf Höß an Polen oder der Kriegsverbrecherprozess von Riga. Für die Prozesse gegen Täter, deren Verbrechen nicht mit einem bestimmten Ort verbunden waren, sollte eine Vereinbarung über eine gemeinsame Bestrafung durch die drei Alliierten getroffen werden. Das Londoner Statut vom 8. August 1945 war dann Grundlage für die sogenannten Nürnberger Prozesse, insbesondere den Nürnberger Prozess gegen die Hauptkriegsverbrecher.